# Drey Wright
Drey Jermaine Wright (* 30. April 1995 in Greenwich, London) ist ein englischer Fußballspieler, der beim FC Dundee unter Vertrag steht.

## Karriere
Drey Wright wurde im Jahr 1995 als Sohn des englischen Fußballspielers Jermaine Wright im Londoner Stadtteil Greenwich geboren. Sein Vater stand in dieser Zeit bei den Wolverhampton Wanderers unter Vertrag. Nach dem Karriereende des Vaters im Jahr 2011 spielte Drey gemeinsam mit seinem drei Jahre jüngeren Bruder Diaz Wright in der Jugend von Colchester United. Colchester liegt 80 km nordöstlich seiner Geburtsstadt London entfernt. Für den Verein debütierte er bei den Profis im August 2012 im Ligapokal gegen Yeovil Town, als er in der Startelf von Trainer John Ward stand. Für den englischen Drittligisten absolvierte er in seiner ersten Saison 21 Ligaspiele und erzielte drei Tore. Bis zum Ende der Spielzeit 2015/16 die mit dem Abstieg in die vierte englische Liga führte, blieb Wright meist Ergänzungsspieler in der Mannschaft. In den folgenden beiden Jahren in der vierten Liga war Wright ein wichtiger Spieler in den Reihen von Colchester, als er nahezu alle Pflichtspiele absolvierte.
Nach sechs Jahren in der ersten Mannschaft von Colchester United unterschrieb Wright im Mai 2018 einen Zweijahresvertrag beim schottischen Erstligisten FC St. Johnstone. Sein Debüt gab er am 16. Juli im schottischen Ligapokal gegen den FC East Fife. Einen Monat später schoss er sein erstes Tor für die „Saints“ im gleichen Wettbewerb gegen Queen of the South. Seine erste Spielzeit in Schottland wurde im November 2018 vorzeitig beendet als sich Wright im Ligaspiel der Scottish Premiership gegen den FC Kilmarnock eine Knieverletzung zuzog die eine langwierige Ausfallzeit nach sich zog. Im August 2019 kehrte er nach neun Monaten zurück auf das Spielfeld. Seinen zum Saisonende 2019/20 auslaufenden Vertrag in Perth verlängerte er nicht, woraufhin er den Verein nach 36 Einsätzen in der höchsten schottischen Liga im Juni 2020 verließ.
Am 10. Juli 2020 unterschrieb Wright einen Zweijahresvertrag beim Ligakonkurrenten Hibernian Edinburgh.
Im Juni 2025 unterschrieb Wright einen Zweijahresvertrag beim FC Dundee.

## Familie
Drey Wright ist der Sohn des ehemaligen Fußballspielers Jermaine Wright, ein Cousin von Ian Wright. Sein Bruder Diaz Wright ist ebenfalls Fußballspieler.